# 아타베그
아타베그(페르시아어: اتابك Atābak)란 지배자의 어린 아들들 중 한 명을 가르치는 스승을 의미한다. 투르크어로 ‘아타’(Ata)란 ‘아버지’를, ‘벡’(beg)이란 ‘수령’을 의미한다. 이 칭호는, 최소한 기록에서는, 셀주크 왕조에서 최초로 등장하며, 이후에는 투르크계 국가들 뿐만 아니라 인근의 왕조들, 예컨데 아이유브 왕조나 조지아 왕국들에서도 쓰였다. 셀주크의 후손들은 이 칭호와 본래의 기능을 유지했으나, 이후의 지배자들은 단지 이 칭호를 군사 지도자들의 명예직으로만 사용했다.

## 역할
투르크계 정권의 왕족남자는 사망율이 높은 전투에서 전사하거나 암살 혹은 처형등 부하나 왕족끼리에 의한 배신등이 많았기 때문에 자주 미성년의 왕자가 남아있는 경우가 있었다. 그를 지키기 위해 유능한 무장(아미르등이 후견인으로 지명되어 왕자의 모친과 결혼해 양아버지가 되거나 왕자를 대신해 섭정으로 군을 지휘했다. 이것이 아타베그라고 불리게 되었던 것이다. 그들 중에는 노예(맘루크)나 노예의 아들 신분에서 그대로 군 지휘관으로 취임하는 경우도 많았다.
특히 셀주크 왕조의 술탄 알프 아르슬란이 아들 말리크샤 1세의 아타베그로 임명한 페르시아 관료 니잠 알 물크를 재상으로 삼아 제국의 지배력강화를 위해 이용하는 자들도 있었으나, 미성년의 왕자(갓난아기일 때의 상황도 있다.)들은 외견상, 명목상 군주였지만 군이나 정권을 장악할 힘은 없었다. 이러한 상황에는 대개 실질적인 권력자인 아타베그에 의해 왕자는 꼭두각시 인형으로 전락하는 경우도 많았다. 거기에 아타베그는 자신의 자식들에게 권력을 물려주는 경우도 있어, 권력은 완전히 아타베그와 그 일족에게 영원히 빼앗겨 버리게 된다. 
이 전형적인 예가 이마드 앗딘 장기로, 그는 처음에는 셀주크 제국령 모술의 총독으로서, 그 뒤에 알레포를 점령하여 시리아 북부와 그 부근의 메소포타미아 지역에 자신의 왕조를 세웠다. 그의 후손들은 아타벡이라는 칭호를 포기하지는 않았으나, 결코 그 본래의 역할인 셀주크 왕자들의 보호자가 아니었다. 각지의 방계 셀주크 왕조들은 이런 과정을 거치며 사라졌다.

## 아타벡 왕조들
- 일데구즈 왕조(아제르바이잔의 아타벡 정권, 킵차크계)
- 아흐마딜리 왕조(마라가의 아타벡 정권, 킵차크계)
- 살구르 왕조(파르스의 아타벡 정권, 오구즈 투르크계)
- 하자라스프 왕조(루리스탄의 아타벡 정권, 이란계)
- 야즈드의 아타베그 정권(이란계)
- 장기 왕조(시리아의 아타벡 정권, 투르크계)

## 참고 서적
- The Encyclopædia Iranica, art. “atābak 보관됨 2010-12-08 - 웨이백 머신”(2011년 6월 1일 확인.)